# Velenice (ort i Tjeckien, lat 50,72, long 14,66)
Velenice är en ort i Tjeckien. Den ligger i den norra delen av landet, 70 km norr om huvudstaden Prag. Velenice ligger 285 meter över havet och antalet invånare är 180.
Terrängen runt Velenice är platt söderut, men norrut är den kuperad. Runt Velenice är det ganska tätbefolkat, med 104 invånare per kvadratkilometer. Närmaste större samhälle är Česká Lípa, 9,6 km väster om Velenice. Omgivningarna runt Velenice är en mosaik av jordbruksmark och naturlig växtlighet.